# رؤية مصر 2030
رؤية مصر 2030 هي أجندة وطنية أُطلقت في فبراير 2016م تعكس الخطة الاستراتيجية طويلة المدى للدولة لتحقيق مبادئ وأهداف التنمية المستدامة في كل المجالات، وتوطينها بأجهزة الدولة المصرية المختلفة. تستند رؤية مصر 2030 على مبادئ «التنمية المستدامة الشاملة» و«التنمية الإقليمية المتوازنة»، وتعكس رؤية مصر 2030 الأبعاد الثلاثة للتنمية المستدامة: البعد الاقتصادي، والبعد الاجتماعي، والبعد البيئي.

## الأهداف

### الارتقاء بجودة حياة المواطن المصري وتحسين مستوى معيشته
يتحقق الارتقاء بجودة حياة المواطن المصري وتحسين مستوى معيشته بالحد من الفقر بجميع أشكاله، والقضاء على الجوع و العطش و توفير منظومة متكاملة للحماية الاجتماعية، واتاحة التعليم وضمان جودته وجودة الخدمات الصحية، وإتاحة الخدمات الأساسية و خاصة مياه الشرب المعقمة والنظيفة، وتحسين البنية التحتية، والارتقاء بالمظهر الحضاري، وضبط النمو السكاني، وإثراء الحياة الثقافية، وتطوير البنية التحتية الرقمية

### العدالة والاندماج الاجتماعي والمشاركة
تسعى الأجندة الوطنية إلى تحقيق العدالة من خلال تحقيق المساواة في الحقوق والفرص، وتوفير الموارد في كل المناطق الجغرافية، في الريف والحضر على حد سواء، وتعزيز الشمول المالي، وتمكين المرأة والشباب والفئات الأكثر احتياجاً، ودعم مشاركة كل الفئات في التنمية، وتعزيز روح الولاء والانتماء للهوية المصرية.

### اقتصاد تنافسي ومتنوع
تعمل مصر على تحقيق نمو اقتصادي قائم على المعرفة كما تعمل على تحقيق التحول الرقمي ورفع درجة مرونة وتنافسية الاقتصاد، وزيادة معدلات التشغيل وفرص العمل اللائق وتحسين بيئة الأعمال وتعزيز ثقافة ريادة الأعمال، كما تسعى إلى تحقيق الشمول المالي وإدراج البعد البيئي والاجتماعي في التنمية الاقتصادية.

### المعرفة والابتكار والبحث العلمي
تتخذ مصر المعرفة والابتكار والبحث العلمي ركائز أساسية للتنمية، وذلك من خلال الاستثمار في البشر وبناء قدراتهم الإبداعية والتحفيز على الابتكار ونشر ثقافته ودعم البحث العلمي وربطه بالصناعة والتنمية.

### نظام بيئي متكامل ومستدام
يسعى إلى الحفاظ على التنمية والبيئة معاً من خلال الاستخدام الرشيد للموارد بما يحفظ حقوق الأجيال القادمة في مستقبل أكثر أمناً وكفاية ويتحقق ذلك بمواجهة الآثار المترتبة على التغيرات المناخية وتعزيز قدرة الأنظمة البيئية على التكيف والقدرة على مواجهة المخاطر والكوارث الطبيعية وزيادة الاعتماد على الطاقة المتجددة وتبني أنماط الاستهلاك والإنتاج المستدامة.

### حوكمة مؤسسات الدولة والمجتمع
تحقق حوكمة مؤسسات الدولة والمجتمع الكفاءة والفاعلية لأجهزة الدولة الرسمية ومؤسسات القطاع الخاص والمجتمع المدني، لذا فرؤية مصر للمستقبل تضع الحوكمة والالتزام بالقوانين والقواعد والإجراءات في ظل سيادة القانون وإطار مؤسسي ضرورة لتحقيق الشفافية والمساءلة ومحاربة الفساد.

### السلام والأمن المصري
تضع الدولة أولوية قصوى للأمن بمفهومه الشامل على المستويين الوطني والإقليمي كضرورة حتمية لتحقيق التنمية المستدامة والحفاظ عليها ويتضمن ذلك ضمان الأمن الغذائي والمائي وأمن الطاقة المستدام والاستقرار السياسي والاقتصادي والاجتماعي والبيئي والأمن المعلوماتي (السيبراني) وتأمين الحدود المصرية ومكافحة الإرهاب والجريمة المنظمة.

### المكانة الريادية
تعزيز الريادة المصرية
حرصت الاجندة الوطنية على ارتباط أهدافها التنموية بالأهداف الدولية من جهة، وبالأجندة الإقليمية من جهة أخرى، لاسيما أجندة أفريقيا ٢٠٦٣ فبعد النجاح في استعادة الاستقرار أصبح هدف تعزيز مكانة مصر وريادتها على المستويين الإقليمي والدولي ضرورة لدفع عجلة التنمية الشاملة ويتحقق ذلك من خلال العديد من الآليات من ضمنها دعم تعزيز الشراكات إقليميا ودوليا.